# Wolseleyidea
Wolseleyidea is een geslacht van korstmossen behorend tot de familie Ramalinaceae. De typesoort is Wolseleyidea swinscowii.

## Soorten
Volgens Index Fungorum bevat het geslacht zes soorten (peildatum februari 2023):
| Soortnaam                | Auteur(s)                                        | Publicatiejaar |
| ------------------------ | ------------------------------------------------ | -------------- |
| Wolseleyidea africana    | (Timdal & Krog) S.Y. Kondr., Farkas & Lőkös      | 2019           |
| Wolseleyidea byssiseda   | (Nyl. ex Hue) S.Y. Kondr., Farkas & Lőkös        | 2019           |
| Wolseleyidea canoumbrina | (Vain.) S.Y. Kondr., Farkas & Lőkös              | 2019           |
| Wolseleyidea furfurella  | (Kistenich & Timdal) S.Y. Kondr., Farkas & Lőkös | 2019           |
| Wolseleyidea ochroxantha | (Nyl.) S.Y. Kondr., Farkas & Lőkös               | 2019           |
| Wolseleyidea swinscowii  | (Timdal & Krog) S.Y. Kondr., Farkas & Lőkös      | 2019           |